# Diwnogorsk
Diwnogorsk (russisch Дивногорск) ist eine Mittelstadt mit 28.272 Einwohnern (Stand 14. Oktober 2010) in der Region Krasnojarsk (Russland, Föderationskreis Sibirien).

## Geographie

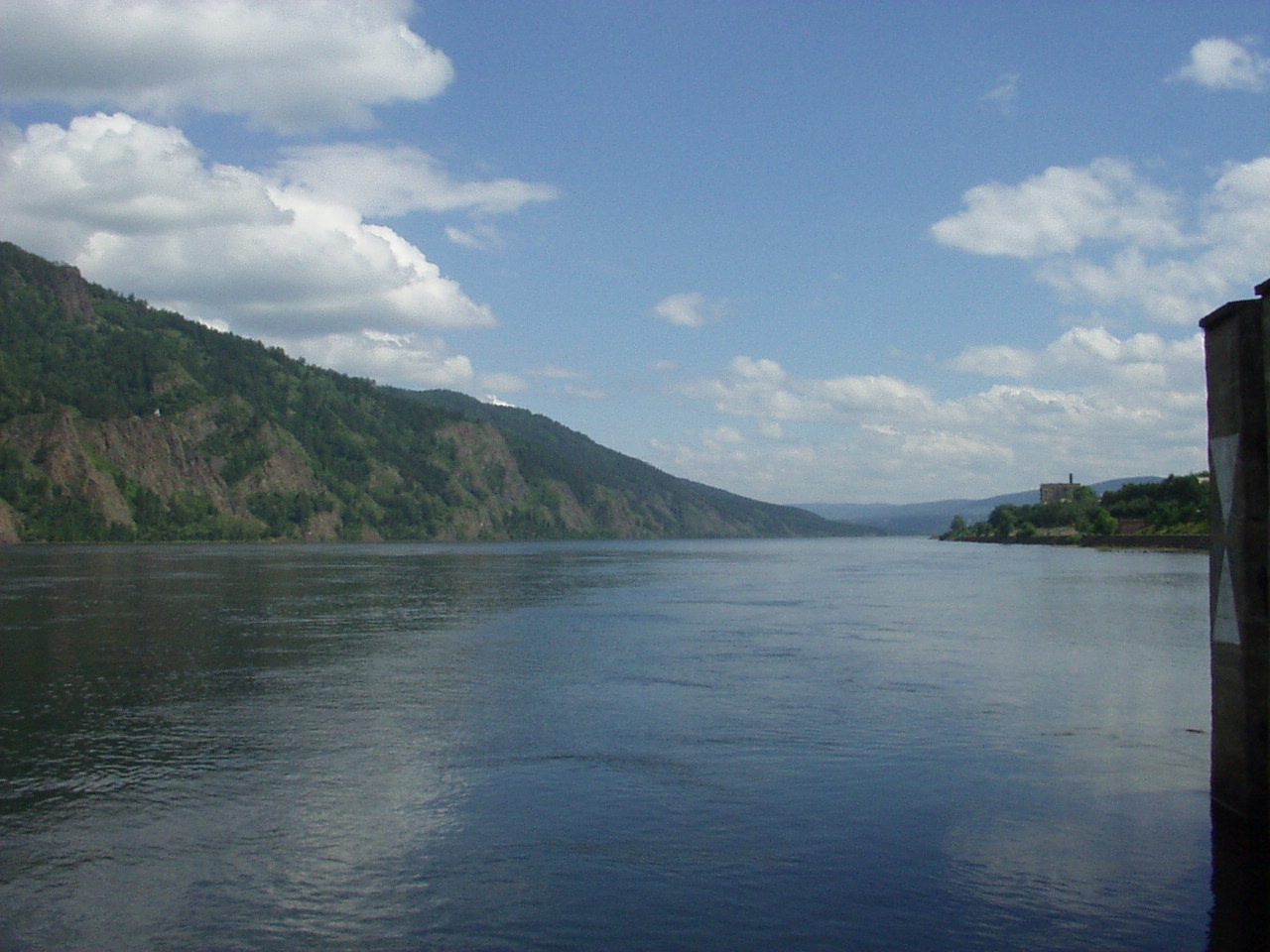
Der Jenissei bei Diwnogorsk

Die Stadt liegt etwa 34 km westlich der Regionshauptstadt Krasnojarsk mitten in einer Taiga-Landschaft. An dieser Stelle fließt die Mana in den Jenissei. Dieser Zufluss ist 500 km lang und zum Rafting sehr beliebt. Bedingt durch die Lage an den Ausläufern des östlichen Sajangebirges erhielt Diwnogorsk auch ihren Namen, der wörtlich so viel wie „die Stadt neben den schönen Bergen“ bedeutet.
Die Diwnogorsk am nächsten gelegenen Städte sind neben Krasnojarsk das 64 km östlich gelegene Sosnowoborsk und die geschlossene Stadt Schelesnogorsk 78 km nordöstlich. Diwnogorsk bildet einen Stadtkreis, zu dem neben der eigentlichen Stadt noch das Dorf Owsjanka und die sechs Siedlungen Bachta, Chmelniki, Manski, Slisnjowo, Ust-Mana und Werchnjaja Birjussa gehören.

## Geschichte
Im 19. sowie frühen 20. Jahrhundert gab es an der Stelle der heutigen Stadt zunächst eine Einsiedelei mit einer kleinen Schiffsanlegestelle am Jenissei, später ein Kinderheim und eine Forstwirtschaft.
1957 entstand Diwnogorsk als Bauarbeitersiedlung für den Bau des Krasnojarsker Staudamms und des Wasserkraftwerks, das 1967 in Betrieb ging. 
1963 wurde Diwnogorsk der Stadtstatus verliehen.

### Bevölkerungsentwicklung
| Jahr | Einwohner |
| ---- | --------- |
| 1959 | 6.958     |
| 1970 | 25.944    |
| 1979 | 28.939    |
| 1989 | 29.963    |
| 2002 | 30.137    |
| 2010 | 28.272    |

Anmerkung: Volkszählungsdaten

## Wirtschaft und Verkehr

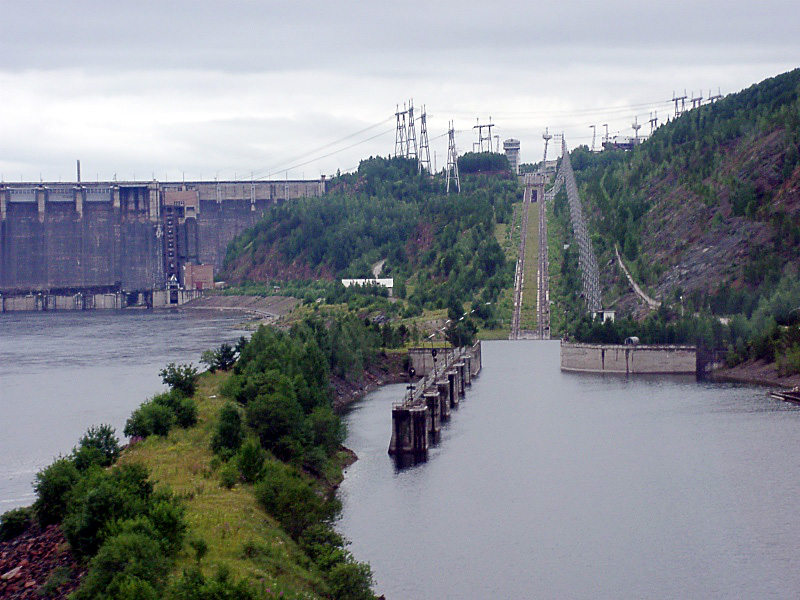
Schiffshebewerk bei Diwnogorsk

Hauptbetrieb der Stadt ist bis heute das Krasnojarsker Wasserkraftwerk, das gemessen an der Produktionsmenge das zweitgrößte seiner Art (nach dem Wasserkraftwerk Wolgograd) in Russland ist. Diwnogorsk verfügt daneben auch über verschiedene Industrien. Hierzu zählen die Holzverarbeitung, die Stahlbetonproduktion und die Elektroindustrie.
In jüngster Zeit entwickelt sich Diwnogorsk auch als Fremdenverkehrsort, was vor allem den hier vorherrschenden günstigen Bedingungen für den Wintersport zu verdanken ist. Nahe der Stadt existieren drei Skipisten mit Liften und einem Hotel. Diese Pisten sind vor allem unter den Bewohnern der nahen Metropole Krasnojarsk als winterlicher Naherholungsort beliebt.
Diwnogorsk liegt an der russischen Fernstraße M 54 und verfügt über eine Schiffsanlegestelle. Mit Krasnojarsk ist die Stadt auch durch die Bahnstrecke Jenissei–Diwnogorsk verbunden.

## Sehenswürdigkeiten
Sehr vereinzelt sind in Diwnogorsk hölzerne Bauwerke aus der Zeit vor der Stadtgründung erhalten geblieben. An die frühere Einsiedelei erinnert heute noch ein zweistöckiges ehemaliges Kirchengebäude, das heute als Künstlerwerkstatt genutzt wird. Nahe der Stadt gibt es auch mehrere markante Naturdenkmäler, darunter das Reservat Stolby mit Felsformationen.

## Söhne und Töchter der Stadt
- Jauhenija Kuzapalawa (* 1978), belarussische Biathletin
- Anastassija Abrossimowa (* 1990), russische Triathletin